# 寺垣猪三
寺垣 猪三（てらがき いぞう、1857年2月22日 （安政4年1月28日） -  1938年（昭和13年）6月1日）は、日本の海軍軍人。戦艦「敷島」艦長として日本海海戦を戦った。最終階級は海軍中将。旧名猪之助。

## 生涯

### 寺垣家
寺垣は加賀藩士で馬廻り役を務める寺垣家の長男として生まれた。寺垣の長男孝三は海軍大佐（海兵36期）、次男敬三は太平洋戦争で戦死した海軍少将 （海兵40期）である（敬三の岳父に加藤八太郎）。長女は児玉孝顕（内務官僚・大阪市助役）に嫁ぎ、次女は田村丕顕（海兵27期相当）に嫁いだ。また出羽重遠（海兵5期）の長男（海兵34期）の娘を養女としている。

### 海軍兵学寮

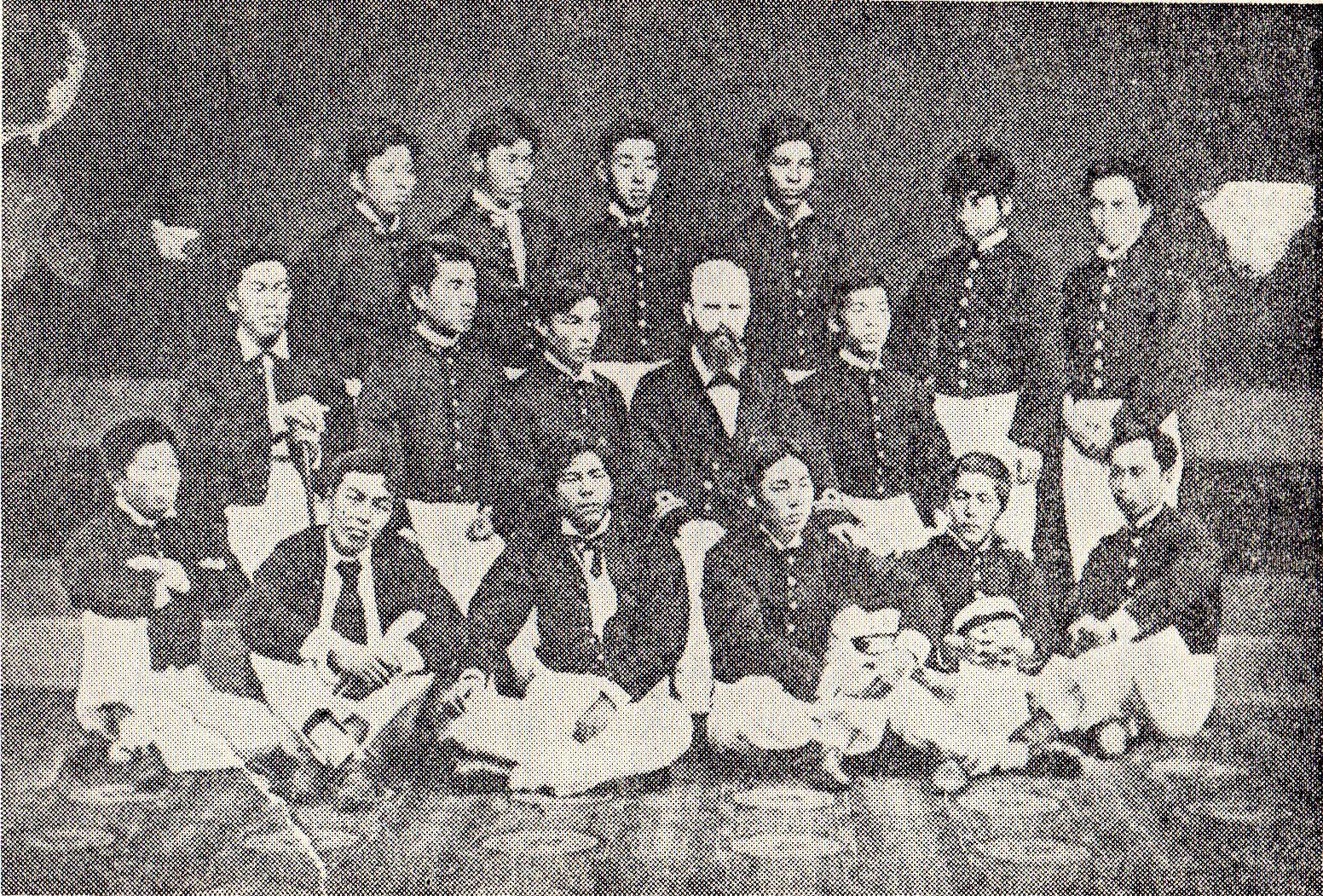
海兵6期集合写真。前列左端が郡司成忠。卒業生17名のうち1名は写っていない。中央はイギリス海軍のT・H・ジェームス測量大尉。

1873年（明治6年）7月にイギリス海軍からダグラス少佐ら34名の教育団が着任し、海軍兵学寮教育の改革が始まった。それまでの兵学寮教育は幕末以来のオランダ海軍の影響が強かったが、ダグラスは自国流海軍教育を開始し、精神教育とともに、乗艦実習などの実地経験を重視した教育を推進した。ダグラスは山本権兵衛らの反発を受けたこともあったが、「五分前の精神」、体罰など日本海軍の特徴として挙げられる事柄を導入。このダグラス教育団が海軍兵学校の基礎をつくったのである。寺垣が入寮したのはこの年の10月であった。ダグラスらのほか 近藤真琴、伊藤雋吉、新井有貫、三浦功などに指導を受け、1878年（明治11年）1月、斎藤實ら18名と「乾行」乗組みを命じられた。さらに｢金剛｣、｢筑波｣乗組みでの実地訓練を経て、翌年8月、海軍少尉補となる。寺垣は海兵6期であり、同期生には海軍の三秀才といわれた斎藤、山内万寿治、坂本俊篤がおり、機関科のコレスに山本安次郎がいる。

### 海軍将校
艦船乗組み、海兵監事などを経て、海軍大学校甲号学生（2期）となる。海大甲号学生はのちの甲種学生に相当するものであり、｢海上勤務一年以上ノ大尉ニシテ砲、水、航、機ノ各科長及各科教官ノ職ニ適スル学術ヲ修ムル者｣から選ばれ一年間の教育を受けた。寺垣は引き続き水雷術練習のため｢迅鯨｣で履修課程を終え、水雷長適任証書を授与された。
こうして寺垣は水雷を専門とする士官となり、大尉から少佐時代を主に水雷関係の職務に就く。1894年（明治27年）3月には「龍田」回航委員としてイギリスへ出張した。しかし7月に日清戦争が始まり、「龍田」は中立国であったイギリスによってアデンで抑留となる。寺垣は9月に帰国し、海大教官、横須賀水雷敷設隊司令を務めるものの、｢龍田｣の日本への引渡しが認められると再び回航委員としてアデンに向かい、翌年3月に帰国した。戦後に勳五等に叙されている。中佐、大佐時代の初期は海軍省主事や副官の軍政配置にあったが、1900年（明治33年）12月以降は「松島」、「吉野」、「千歳」、｢浅間」で艦長を歴任。北清事変での功績で勳三等に叙されている。 1903年（明治36年）7月には日本海軍が保有する6隻の戦艦の一つ、｢敷島｣の艦長に補され日露戦争を迎える。

### 日露戦争
1904年（明治37年）2月4日、日本はロシアとの戦争を決意し、翌々日連合艦隊司令長官東郷平八郎は連合艦隊命令第一号を下達する。｢敷島｣は第一戦隊の一艦として旅順港に迫り、2月9日11時14分、第一戦隊はロシア太平洋艦隊（以下「旅順艦隊」）に対し砲撃を行った。この戦闘で｢敷島｣は陸上砲台からの攻撃により被弾したが、引き続き旅順港の封鎖に従事する。そして5月15日、日本海軍戦艦部隊に非常事態が発生する。

#### 初瀬・八島喪失

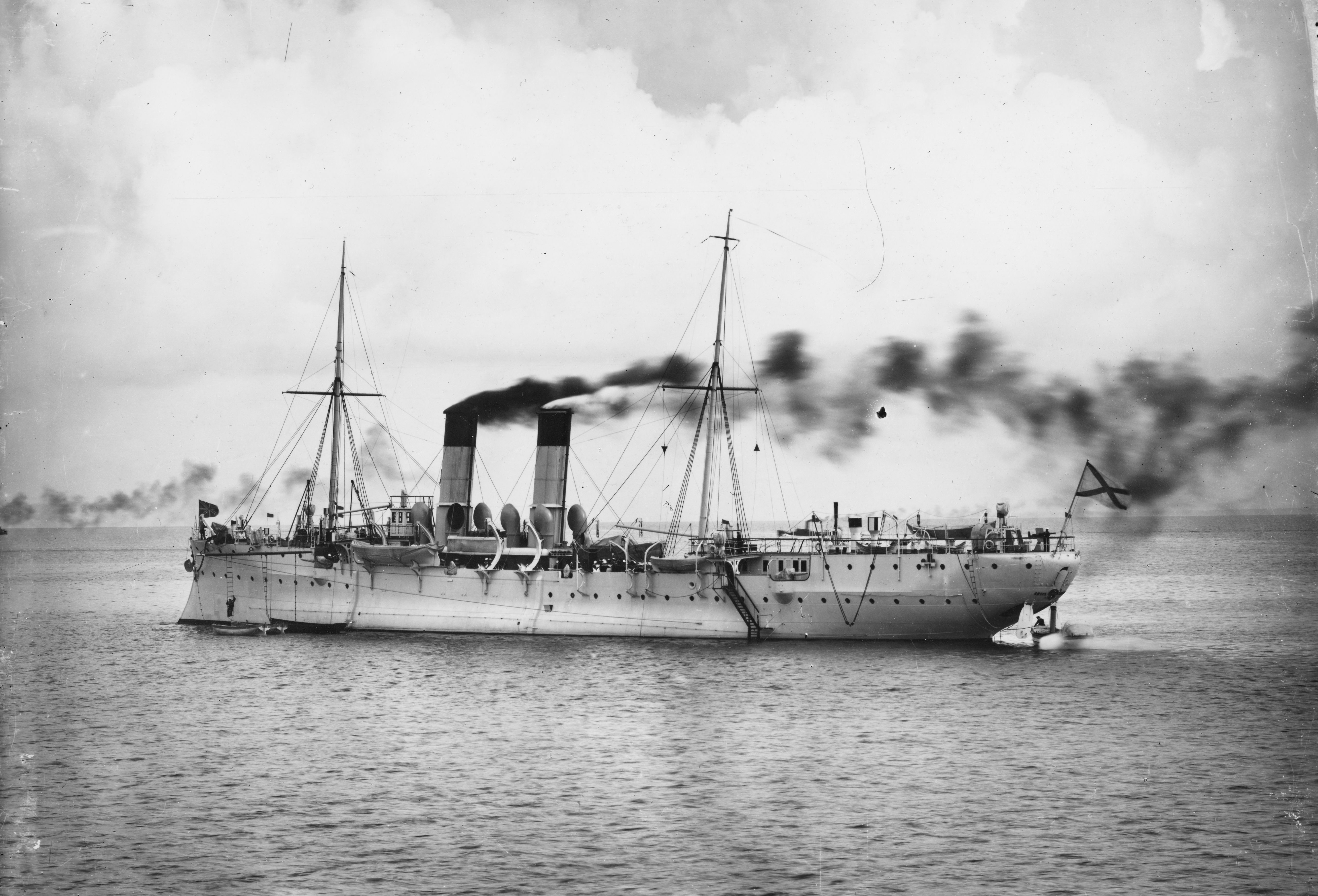
「初瀬」「八島」を沈没させた機雷は、前日の夜半に「アムール」（写真）が敷設したものであった。

この日少将梨羽時起が率いる戦艦「初瀬」、「敷島」、「八島」のほか「龍田」、「笠置」は旅順港口を警戒していたが、午前11時ごろ、老鉄山南東の海域で一番艦の「初瀬」が触雷する。梨羽は後続艦に転針を命じたが、続いて三番艦の｢八島｣が触雷した。｢敷島｣はこの両艦の間に位置した二番艦であった。その採るべき措置について、様々な意見具申があったが、寺垣は「初瀬」の舷側付近を通過して離脱した。この寺垣の措置は「機雷であれば同一箇所に二個はない」という判断に基づいたものであった。「初瀬」、「八島」が沈没したことで連合艦隊は主力の33%を失ったのに対し、ロシア太平洋艦隊（ウラジオストク巡洋艦隊を含む）は健在であり、その上バルチック艦隊来航が予見される事態に、寺垣は報告に赴いた「三笠」で言葉なく涙を流した。なお「敷島」は兵員1名が戦死している。

#### 黄海海戦

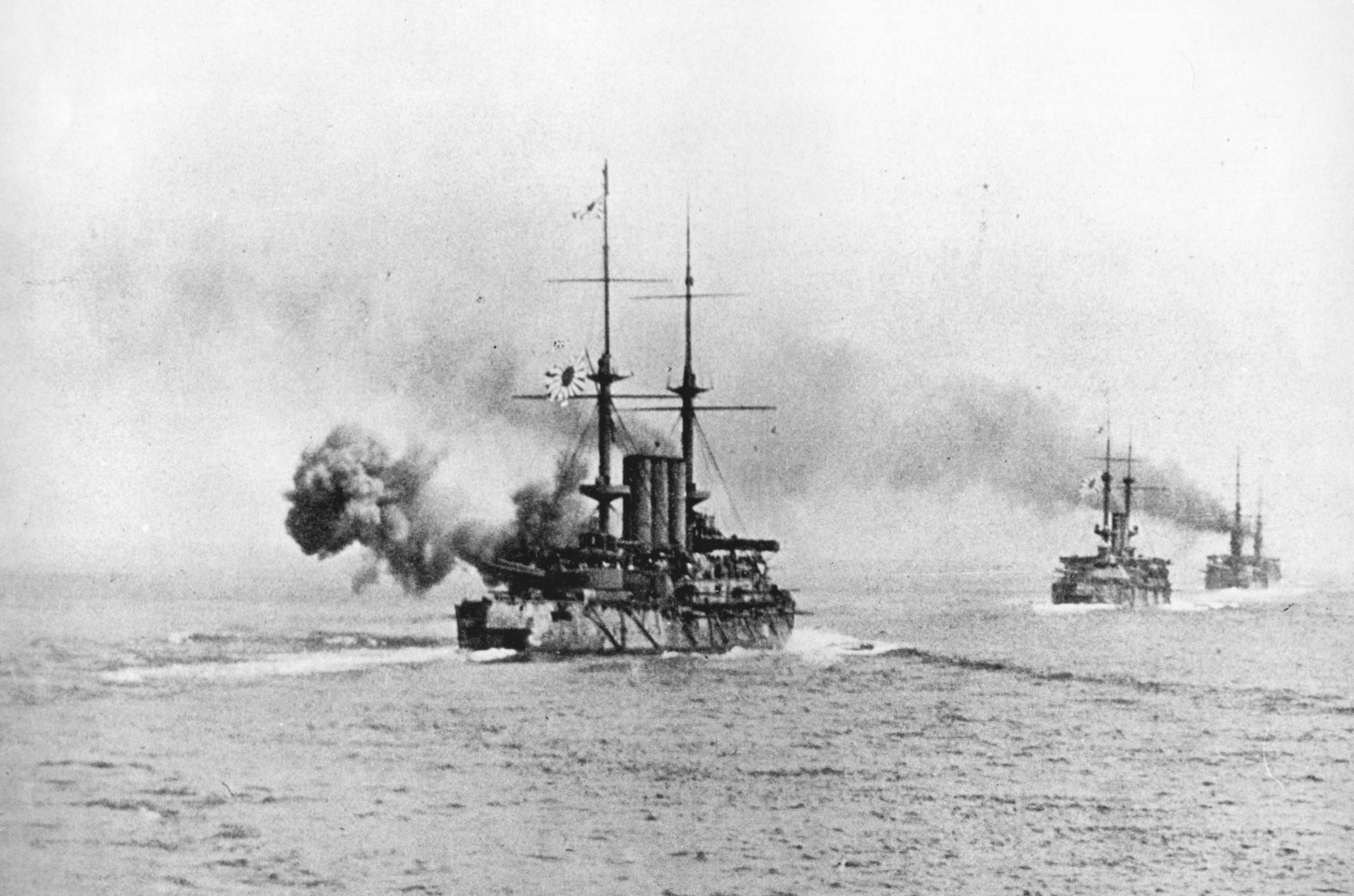
黄海海戦における第一戦隊。手前から12インチ砲を放つ「敷島」、「富士」、「朝日」、「三笠」。

8月10日、「敷島」ら第一戦隊などは旅順を出撃した少将ヴィトゲフトが率いる旅順艦隊の迎撃に向かった。この日、日本側は12時30分にロシア部隊を視認したが、ロシア部隊は旅順へ帰還するものと判断し、その退路を断つよう行動した。ところがロシア側の目的地はウラジオストクであり、両部隊間の距離は開く。日本側は追跡に移り17時30分に砲撃を再開した。両国艦隊は並行戦で砲撃を続けたが、日没時刻が迫っており日本側に残された攻撃時間に余裕はなかった。しかし18時37分、「三笠」の12インチ砲弾が旗艦「ツェサレーヴィチ」に命中し、ヴィトゲフト以下の幹部は戦死した。ロシア太平洋艦隊（旅順艦隊）は混乱状態に陥り、座礁自沈（コルサコフ海戦）や、中立港での抑留などで戦力が減退した。旅順へ帰還したものは第三軍、海軍重砲隊（指揮官黒井悌次郎中佐）の砲撃によって戦闘能力を失うこととなる。半藤一利や戸髙一成はこの海戦で「丁字戦法」の弱点が判明し、日本海海戦では「丁字戦法」は採用されていないとしている。
この戦闘で「敷島」は一弾を後部将官室に被弾したが、死傷者はなかった。敷島の発射弾数は次の通りである。
| 砲種 | 12インチ(30.05cm) | 6インチ(15.2cm) | 12ポンド(7.62cm) | 合計 |
| 門数 | 4                 | 14              | 20               | 38   |
| 弾数 | 124               | 411             | 638              | 1173 |

#### 日本海海戦

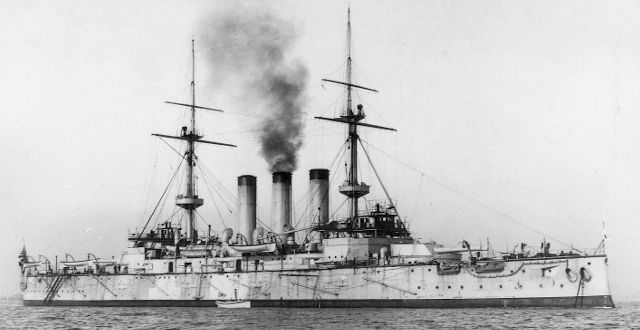
戦艦「敷島」（1905年撮影）

連合艦隊各艦は整備を受け、鎮海湾で連日の訓練に励みバルチック艦隊を待ち受ける。日本海軍の主戦力である戦艦は4隻。寺垣が率いる｢敷島｣の主要幹部は副長山田猶之助（海兵13期）、航海長釜屋六郎（海兵14期）、砲術長石川長恒（海兵18期）、水雷長井出篤行（海兵17期）、機関長倉橋半蔵（海機旧1期）、主計長野村金次郎、軍医長木津小一郎である。このほか高橋三吉中尉（海兵29期）、寺島健少尉（海兵31期）も加わり、1905年（明治38年）5月27日を迎える。
戦闘
寺垣は砲撃の障害になる搭載済み石炭を投棄し、また甲板の洗浄を行い戦闘準備を整える。｢敷島｣は第一艦隊第一戦隊の二番艦として出撃し、旗艦｢三笠｣に続き敵前回頭を行う。
バルチック艦隊旗艦「クニャージ・スヴォーロフ」の砲撃開始は、｢敷島｣の回頭が終わった時点であった。｢敷島｣は距離6800mで｢三笠｣とほぼ同時に二番艦の｢オスラービア｣に砲撃を開始した。以降の｢敷島｣の発射弾数は次のようなものであった。このほか16時32分と17時43分に魚雷各1を発射しており、寺垣はいずれも命中と報告している。
| 砲種 | 12インチ(30.05cm) | 6インチ(15.2cm) | 12ポンド(7.62cm) | 合計 |
| 門数 | 4                 | 14              | 20               | 38   |
| 弾数 | 74                | 1372            | 1272             | 2718 |

｢敷島｣の戦死者は前部砲台長行広清太大尉（海兵27期）ほか13名、負傷者は24名であった。この日の夜戦に第一戦隊は参加せず、集合地点である鬱陵島へ向かった。
翌日、再び出撃し少将ネボガトフが率いるロシア部隊を包囲したがネボガトフは降伏し、日本海海戦は終結を迎えた。｢敷島｣は山田副長を指揮官とする捕獲員を｢ニコライ1世｣に派遣し、山田らは｢富士｣派遣の捕獲員と共に佐世保への回航を行った。

### 戦後
横須賀鎮守府の参謀長在任中の1908年（明治38年）11月に少将に昇進。艦隊の司令官を歴任する。南清艦隊や第三艦隊では中国方面で警備活動を行い、日本人居留民の保護に従事。最後の配置は竹敷要港部司令官であった。予備役後の寺垣は、海軍協会の設立に関わり、その理事を勤める。

## 年譜
- 1879年（明治12年）10月27日 – 海軍少尉補
- 1880年（明治13年）2月20日 - 「金剛」乗組
- 1882年（明治15年）9月8日 – 海軍少尉
- 1884年（明治17年）
  - 2月19日 - 「日進」乗組
  - 11月10日 - 「日進」分隊士
- 1885年（明治18年）
  - 6月20日 – 海軍中尉
  - 6月30日 – 「日進」分隊長
  - 9月30日 - 「摂津」乗組兼海軍兵学校監事
- 1886年（明治19年）
  - 2月17日 - 海軍兵学校長伝令使
  - 7月13日 – 海軍大尉
  - 12月6日 - 「龍驤」分隊長
- 1887年（明治20年）10月8日 - 海軍兵学校砲術教授兼生徒分隊長
- 1889年（明治22年）8月2日 – 海軍大学校甲号学生

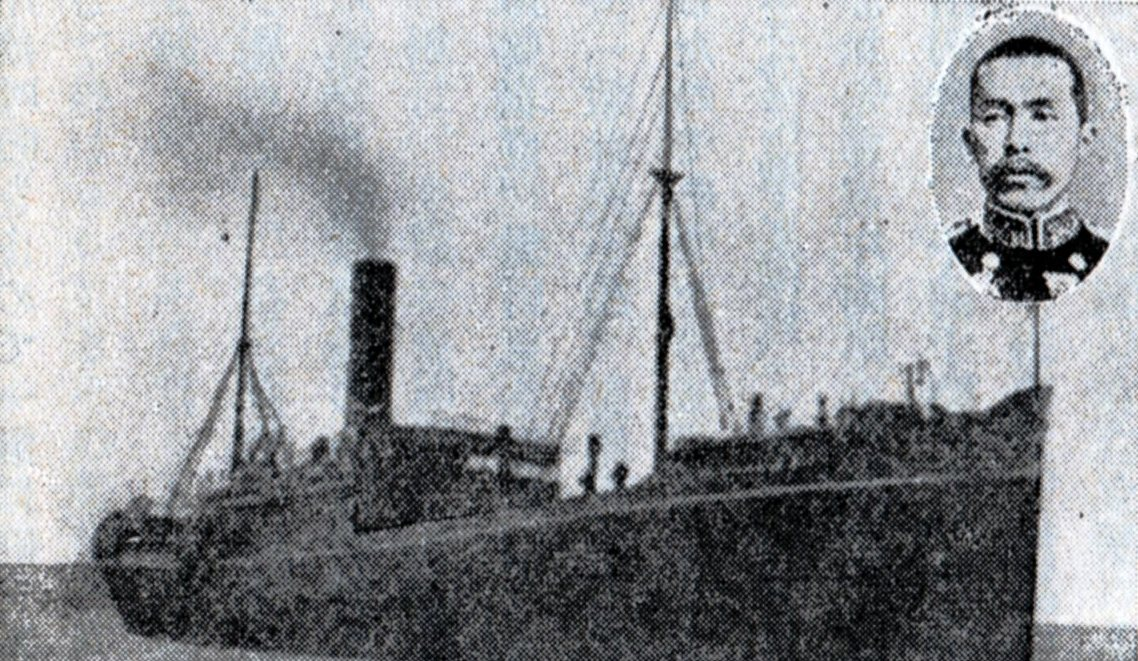
バルチック艦隊を発見し、敵艦見ユを打電した｢信濃丸｣と成川揆艦長。寺垣と成川は海兵、海大とも同期生であった。

- 1890年（明治23年）8月16日 - 「迅鯨」乗組み（水雷術練習）
- 1891年（明治24年）4月6日 - ｢高雄｣水雷長
- 1892年（明治25年）5月23日 - ｢厳島｣水雷長
- 1893年（明治26年）
  - 3月13日 - ｢迅鯨｣水雷長兼教官
  - 12月2日 – 水雷術練習所教官
- 1894年（明治27年）
  - 3月14日 - イギリス出張（「龍田」回航委員）
  - 6月5日 - 「龍田」水雷長
  - 9月10日 – 帰着
  - 9月21日 – 海軍大学校教官兼軍務局第一課僚
  - 9月24日 - 横須賀水雷隊敷設部司令心得
  - 11月２日 - ｢龍田｣水雷長、アデン出張
  - 12月13日 - 海軍少佐、｢龍田｣副長
- 1895年（明治28年）
  - 3月19日 – 帰着
  - 5月11日 - 旅順口水雷敷設隊司令
  - 8月20日 - 横須賀水雷敷設隊司令
- 1896年（明治29年）4月1日 - 横須賀水雷団第一水雷敷設隊司令兼第二水雷敷設隊司令
- 1897年（明治30年）
  - 2月18日 - ｢吉野｣副長
  - 10月1日 - ｢天城｣艦長
  - 12月1日 – 海軍中佐
- 1898年（明治31年）
  - 10月1日 – 横須賀鎮守府副官
  - 12月3日 – 海軍省主事
- 1899年（明治32年）
  - 5月25日 – 海軍省大佐副官心得
  - 9月29日 - 海軍大佐、海軍省副官
- 1900年（明治33年）12月6日 - 「松島」艦長
- 1901年（明治34年）
  - 2月4日 - 「吉野」艦長
  - 2月13日 - 「千歳」艦長
- 1903年（明治36年）
  - 1月12日 - 「浅間」艦長
  - 7月7日 - 「敷島」艦長
- 1905年（明治38年）
  - 6月14日 - 横須賀鎮守府参謀長
  - 11月2日 – 海軍少将

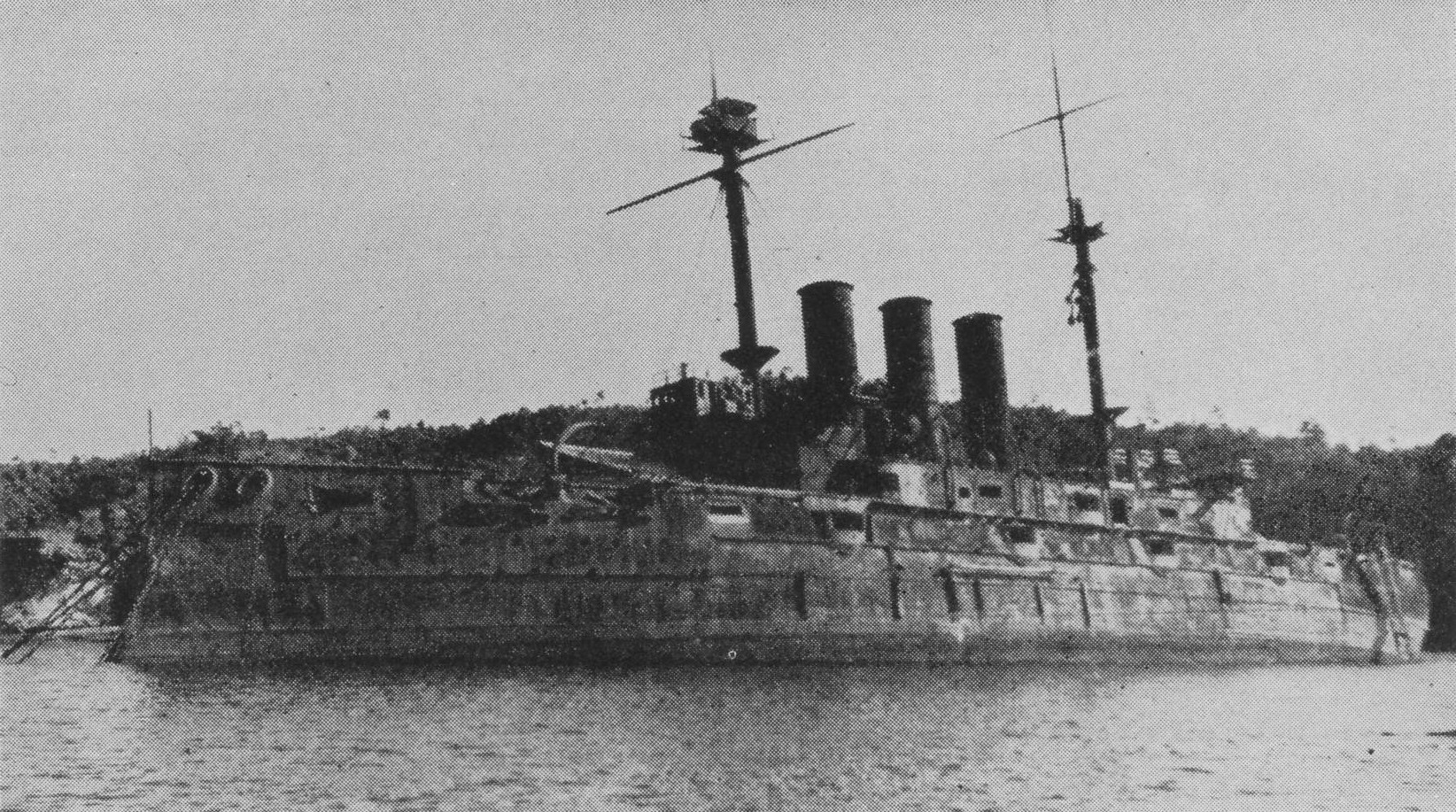
「敷島」は太平洋戦争後に解体される。写真は1946年に撮影したもの。

- 1906年（明治39年）11月22日 – 第二艦隊司令官
- 1908年（明治41年）
  - 5月15日 – 舞鶴水雷団長
  - 8月28日 –　南清艦隊司令官
  - 12月24日 – 第三艦隊司令官
- 1909年（明治42年）12月1日 – 海軍中将
- 1910年（明治43年）12月1日 – 竹敷要港部司令官
- 1911年（明治44年）9月25日 – 待命
- 1912年（大正1年）9月25日 – 予備役、正四位勲二等功三級
- 1917年（大正6年）1月28日 – 後備役[23]

## 栄典・授章・授賞
位階
- 1885年（明治18年）9月16日 - 従七位[24]
- 1890年（明治23年）11月1日 - 正七位[25]
- 1895年（明治28年）1月23日 - 従六位[26]
- 1898年（明治31年）3月8日 – 正六位[27]
- 1899年（明治32年）11月1日 - 従五位[28]
- 1904年（明治37年）11月11日 - 正五位[29]
- 1909年（明治42年）12月10日 - 従四位[30]

勲章等
- 1895年（明治28年）11月18日 - 明治二十七八年従軍記章[31]
- 1900年（明治33年）11月30日 - 勲四等瑞宝章[32]
- 1901年（明治34年）12月28日 - 勲三等瑞宝章[33]
- 1902年（明治35年）5月10日 - 明治三十三年従軍記章[34]
- 1906年（明治39年）4月1日 - 功三級金鵄勲章・旭日中綬章・明治三十七八年従軍記章[35]
- 1908年（明治41年）5月25日 - 勲二等瑞宝章[36]
- 1909年（明治42年）4月18日 - 皇太子渡韓記念章[37]
- 1915年（大正4年）11月10日 - 大礼記念章[38]